# Mårdberget
Mårdberget är ett naturreservat i Bjurholms kommun i Västerbottens län.
Området är naturskyddat sedan 2013 och är 11 hektar stort. Reservatet omfattar nedre sydöstra sluttningen av Mårdberget. Reservatet består av blandbarrskog med inslag av lövträd.